# Kloster Bithaine
Das Kloster Bithaine (Bethania) ist eine ehemalige Zisterzienserabtei im Département Haute-Saône, Region Bourgogne-Franche-Comté, in Frankreich. Das Kloster liegt in der Gemeinde Adelans-et-le-Val-de-Bithaine rund 24 km nordöstlich von Vesoul.

## Geschichte
Das Kloster wurde 1133 nach der Tradition auf Grund eines Gelübdes von Aymon, dem Herrn von Faucogney, als Tochter der Primarabtei Morimond gegründet. Erster Abt war Alberich. Das wohl von Anfang an in wirtschaftlichen Schwierigkeiten steckende Kloster besaß gleichwohl neun Grangien im Umkreis von rund 30 km, die wesentlich die Viehzucht, daneben ein wenig Acker- und Weinbau betrieben. Dem Kloster gelang eine Tochtergründung (Kloster Clairlieu in Lothringen). Der Niedergang setzte wohl im 14. Jahrhundert ein. Während der Französischen Revolution wurde das Kloster 1790 oder 1791 aufgelöst, anschließend verkauft. Heute ist es in Privateigentum. Seit einigen Jahren wird der „Salon d’Art Contemporain“ durchgeführt.

## Bauten und Anlage
Die bescheidene Klosterkirche wurde bald nach der Gründung des Klosters errichtet, aber später durch eine neue ersetzt, die wiederum kurz vor der Französischen Revolution durch eine weitere, nach der Revolution abgebrochene ersetzt wurde. Die Klausur lag im Süden der ursprünglichen Kirche. Die erhaltenen Teile (ein Klostergebäude, das Taubenhaus und ein Brunnen) wurden 1995 in die Ergänzungsliste als Monument historique eingetragen.